# Armada (SoC ARM)
Pour les articles homonymes, voir Armada.
Armada est une série de SoC d'architecture ARM produit par le groupe de production américain d'électronique Marvell.
Les technologies de ce SoC viennent du rachat à Intel le 9 novembre 2006, de sa filiale XScale, qui avait elle-même été un rachat de la filiale StrongARM de DEC.
On peut notamment citer les SoC :
- Application : ARMADA 100, ARMADA 500, ARMADA 600, ARMADA PXA2128
- Embarqués : ARMADA 300, ARMADA XP
- Orientés médias : ARMADA 1000 (88DE3010) et ARMADA 1500 (88DE3100) un compatible ARM v6/7 dual core.

l'ARMADA 1500 Mini Plus comportant notamment deux ARM Cortex-A7, équipe la Chromecast 2 de Google